# Jan Solans
Jan Solans Baldó (Matadepera, 25 de diciembre de 1997) es un piloto de rally español. Fue campeón del mundo júnior en  2019, campeón de España de grupo N en 2016, campeón de dos ruedas motrices y del grupo R2 en el campeonato de tierra en 2018 y ganador del Iberian Rally Trophy en 2016. En 2019 debuta en el campeonato mundial júnior donde ha logrado una victoria y dos podios. Esporádicamente también participó en alguna prueba como copiloto y tiene un hermano mayor, Nil Solans, también piloto de rally.

## Trayectoria
Su padre también fue piloto y su hermano, que le lleva cinco años, debutó con 20 años en Cataluña lo que motivó a Jan a seguirlo y pronto se convirtió en un aficionado de los rallyes a los que acudía como espectador con cámara de vídeo al hombro. De esta manera empezó a interesarse por el mundo del motor: pilotos, coches. etc, y aunque había probado el mundo del karting de pequeño de manera puntual no fue hasta con 15 o 16 años cuando su hermano probó un carcross, lo que motivó a Jan a probarlo también, a pesar de la negativa inicial de su padre y posteriormente acaba proclamándose campeón de España de Car Cross Júnior en 2014.
En 2015 debuta como copiloto al lado de Mauro Barreiro, que tiempo después estaría a su derecha como navegante, a bordo de un Citroën Saxo VTS en el Rally de Tierra de Curtis. Participaría en dos pruebas más, el Rally 2000 Viratges y el Rally Empordà y hace su debut finalmente como piloto en febrero de 2016, en el Rally Tierras Altas de Lorca, del nacional de tierra con un Peugeot 208 R2 finalizando en la vigésimo primera posición. Participa en el certamen de asfalto en siete pruebas con el apoyo de Mitsubishi a los mandos de un Mitsubishi Lancer Evo X. Su mejor resultado fue un duodécimo puesto en el Rally Villa de Llanes. Al año siguiente alterna pruebas locales de Cataluña con un Peugeot 208 R2 con participaciones de nuevo en el nacional donde logra una victoria en la Beca Júnior R2, programa organizado por la Federación Española para pilotos jóvenes, terminando en tercer lugar en la clasificación final. Debuta en el campeonato del mundo en octubre en el Rally Cataluña con un Ford Fiesta R2T con el que termina en la posición 41º. En 2018 continua su participación con el Peugeot 208 R2 y acude al Rally de Portugal donde abandona tras una avería mecánica. Logra vencer en la Beca Júnior R2 con seis victorias mientras que en el campeonato nacional de tierra se proclama vencedor en las categorías R2 y dos ruedas motrices y es subcampeón en la categoría júnior.

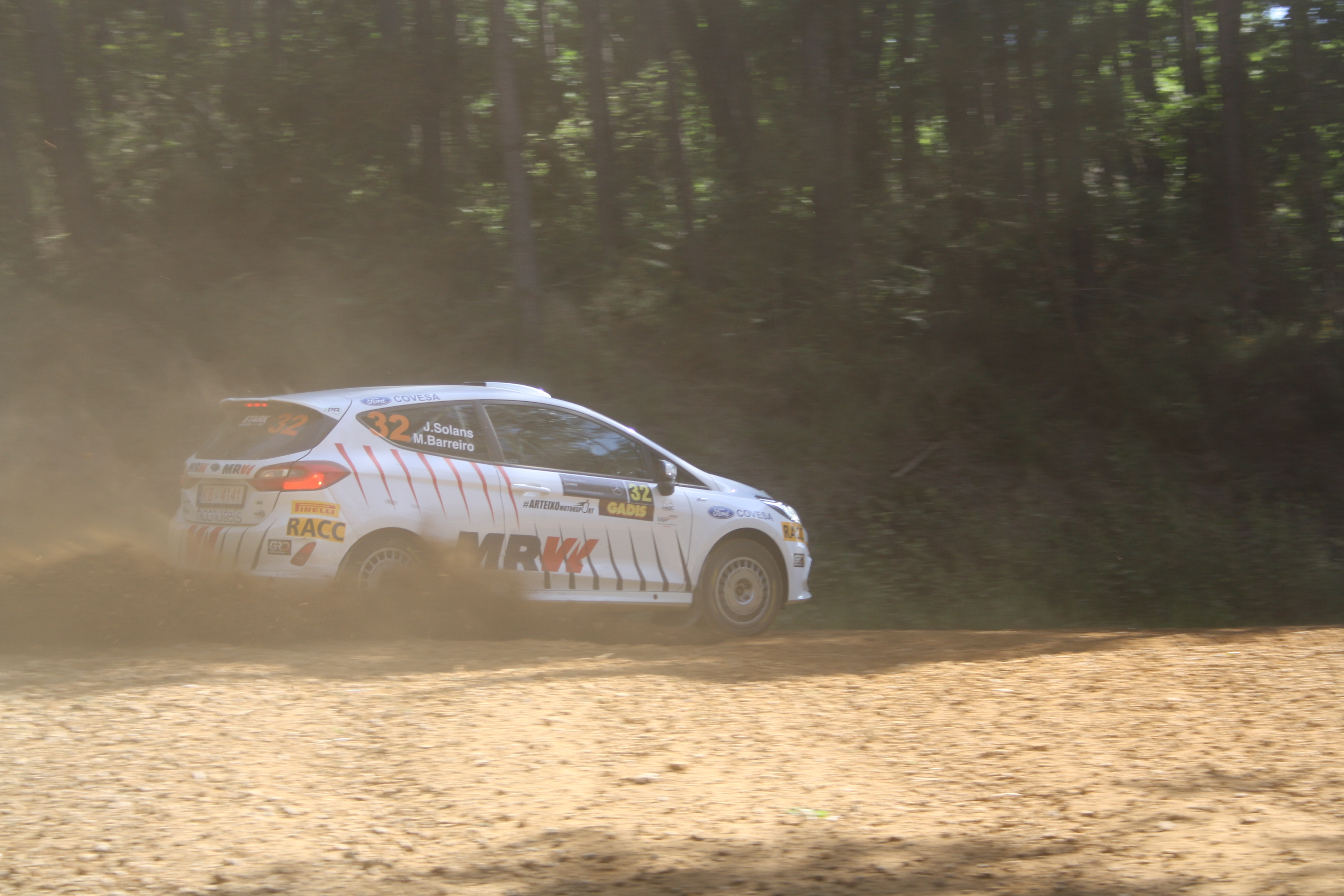
Solans durante el rally de Terra da Auga de 2019.

### Campeón mundial júnior
En 2019 da el salto al campeonato del mundo júnior con un Ford Fiesta R2T del Rallye Team Spain y becado por la Federación Española al ganar la Beca Júnior R2 el año anterior. En la primera carrera consigue su primer podio al terminar tercero en el Rally de Suecia y posteriormente en Córcega logra ser cuarto y luego acude al Rally Terra da Auga a modo de test donde es décimo quinto, para preparar su participación en el Rally de Cerdeña, tercera cita del mundial júnior. Arranca líder, pero en el tercer tramo cae a la séptima plaza y logra remontar tras marcar doce scratch logrando así la victoria, lo que le sirve para situarse líder del campeonato y luchar por el título en su primer año de participación. En Finlandia y en su primera participación, logra la segunda posición tras Tom Kristensson, su principal rival en la lucha por el título, que lo deja con solo un punto por detrás del sueco. En la última cita, Gran Bretaña, consigue la victoria en la categoría y finalmente el título convirtiéndose así en el cuarto español en conseguir este trofeo y dos años después de que lo lograse su hermano Nil Solans.

## Resultados

### WRC
| Año  | Equipo                   | Automóvil              | 1   | 2      | 3     | 4       | 5      | 6       | 7   | 8      | 9      | 10     | 11     | 12     | 13     | 14    | Pos. | Puntos |
| ---- | ------------------------ | ---------------------- | --- | ------ | ----- | ------- | ------ | ------- | --- | ------ | ------ | ------ | ------ | ------ | ------ | ----- | ---- | ------ |
| 2017 | Escudería Motor Terrassa | Ford Fiesta R2T        | MON | SWE    | MEX   | FRA     | ARG    | POR     | ITA | POL    | FIN    | GER    | ESP 41 | GBR    | AUS    |       | -    | 0      |
| 2018 | Escudería Motor Terrassa | Peugeot 208 R2         | MON | SWE    | MEX   | FRA     | ARG    | POR Ret | ITA | FIN    | GER    | TUR    | GBR    | ESP 26 | AUS    |       | -    | 0      |
| 2019 | Rallye Team Spain        | Ford Fiesta R2T        | MON | SWE 32 | MEX   | FRA 27  | ARG    | CHI     | POR | ITA 21 | FIN 18 | GER    | TUR    | GBR 21 |        |       | -    | 0      |
| 2019 | Jan Solans               | Ford Fiesta R5 MK2     |     |        |       |         |        |         |     |        |        |        |        |        | ESP 22 | AUS C | -    | 0      |
| 2020 | Jan Solans               | Ford Fiesta Rally2     | MON | SWE    | MEX   | EST 26  | TUR 14 | ITA Ret | MNZ |        |        |        |        |        |        |       | -    | 0      |
| 2021 | Jan Solans               | Citroën C3 Rally2      | MON | ART    | CRO   | POR Ret | ITA 9  | SAF     | EST | BEL    | GRE    | FIN    | ESP    | MON    |        |       | 26.º | 2      |
| 2022 | Jan Solans               | Citroën C3 Rally2      | MON | SWE    | CRO   | POR 43  | ITA 9  | SAF     | EST | FIN    | BEL    | GRE    | NZL    | ESP 19 | JPN    |       | 31.º | 2      |
| 2024 | Jan Solans               | Toyota GR Yaris Rally2 | MON | SWE    | SAF 9 | CRO     | POR 8  | ITA 8   | POL | LAT    | FIN 15 | GRE 11 | CHL 16 | EUR    | JPN 23 |       | 22.º | 6      |
| 2025 | Jan Solans               | Toyota GR Yaris Rally2 | MON | SWE    | SAF 7 | ESP     | POR    | ITA     | GRE | EST    | FIN    | PAR    | CHL    | EUR    | JPN    | SAU   | 13.º | 6      |

### WRC-3
| Año  | Equipo     | Automóvil          | 1   | 2   | 3   | 4       | 5     | 6       | 7   | 8   | 9   | 10  | 11      | 12  | Pos. | Puntos |
| ---- | ---------- | ------------------ | --- | --- | --- | ------- | ----- | ------- | --- | --- | --- | --- | ------- | --- | ---- | ------ |
| 2020 | Jan Solans | Ford Fiesta Rally2 | MON | SWE | MEX | EST 12  | TUR 6 | ITA Ret | MNZ |     |     |     |         |     | 24º  | 8      |
| 2021 | Jan Solans | Citroën C3 Rally2  | MON | ART | CRO | POR Ret | ITA 3 | SAF     | EST | BEL | GRE | FIN | ESP Ret | MNZ | 24º  | 16     |

### JWRC
| Año  | Equipo            | Automóvil       | 1     | 2     | 3     | 4     | 5     | Pos. | Puntos |
| ---- | ----------------- | --------------- | ----- | ----- | ----- | ----- | ----- | ---- | ------ |
| 2019 | Rallye Team Spain | Ford Fiesta R2T | SWE 3 | FRA 4 | ITA 1 | FIN 2 | GBR 1 | 1º   | 151    |

### Súper Campeonato de España de Rallies
| Año  | Equipo                    | Automóvil               | 1     | 2      | 3     | 4       | 5     | 6     | 7   | 8     | 9     | 10    | 11    | 12    | 13  | Pos. | Puntos |
| ---- | ------------------------- | ----------------------- | ----- | ------ | ----- | ------- | ----- | ----- | --- | ----- | ----- | ----- | ----- | ----- | --- | ---- | ------ |
| 2020 | Terra Training Motorsport | Ford Fiesta MkII Rally2 | LOR   | FER    | TDA   | MED Ret | MAD   | CAN   |     |       |       |       |       |       |     | -    | 0      |
| 2021 | Citroën Rally Team        | Citroën C3 Rally2       | SMO 2 | LOR 1  | ADE   | TDA     | OUR 8 | FER 7 | PDA | LLA 4 | MAD 3 | POZ 1 | MED 3 | CAN 6 | LEO | 2º   | 235    |
| 2023 | Escudería Motor Terrassa  | Škoda Fabia RS Rally2   | SMO 1 |        |       |         |       |       |     |       |       |       |       |       |     | 3º   | 108    |
| 2023 | Hyundai Motor España      | Hyundai i20 N Rally2    |       | LOR 12 | CAN 2 | OUR 5   | PDA   | LLA   | CAT | MED   | POZ   |       |       |       |     | 3º   | 108    |

### Campeonato de España de Rallies de Asfalto
| Año  | Equipo                    | Automóvil               | 1   | 2   | 3      | 4       | 5       | 6   | 7      | 8      | 9       | 10      | 11  | Pos. | Puntos |
| ---- | ------------------------- | ----------------------- | --- | --- | ------ | ------- | ------- | --- | ------ | ------ | ------- | ------- | --- | ---- | ------ |
| 2016 | Mitsubishi Repsol         | Mitsubishi Lancer Evo X | CNR | ADE | SMO 15 | FER Ret | CAN Ret | OUR | PDA 17 | LLA 12 | MED 14  | MAD Ret |     | 26º  | 28     |
| 2017 | Escudería Motor Terrassa  | Peugeot 208 R2          | SMO | CAN | ADE    | OUR     | FER     | PDA | LLA 10 | CAN    | MED Ret | MAD     |     | 47.º | 13     |
| 2018 | Escudería Motor Terrassa  | Peugeot 208 R2          | COC | SMO | CAN 11 | ADE     | OUR 7   | FER | PDA 9  | LLA    | CAN     | MED     | MAD | 17º  | 45     |
| 2020 | Terra Training Motorsport | Ford Fiesta Rally2      | OUR | FER | PDA    | MED Ret | CAN     | MAD |        |        |         |         |     | -    | 0      |

### Campeonato de España de Rallies de Tierra
| Año  | Equipo                   | Automóvil       | 1      | 2     | 3      | 4      | 5     | 6     | 7     | 8       | Pos. | Puntos |
| ---- | ------------------------ | --------------- | ------ | ----- | ------ | ------ | ----- | ----- | ----- | ------- | ---- | ------ |
| 2016 | Escudería Motor Terrassa | Peugeot 208 R2  | LOR 20 | NAV   | GAL    | BIE    | CER   | EXT   | CTG   | POZ Ret | 59.º | 1      |
| 2017 | Escudería Motor Terrassa | Peugeot 208 R2  | LOR    | NAV   | GAL 12 | CER 14 | EXT 7 | POZ   | CTG   |         | 18º  | 35     |
| 2018 | Escudería Motor Terrassa | Peugeot 208 R2  | LOR 11 | POZ 5 | VOL    | TDA    | CER   | NAV 7 | GRA 8 | MAD 12  | 10º  | 81     |
| 2019 | Arteixo Motorsport       | Ford Fiesta R2T | LOR    | POZ   | NAV    | TDA 15 | AST   | GRA   | VOL   |         | 48.º | 7      |